# Topsy (voi)
Topsy (khoảng năm 1875 - 4 tháng 1 năm 1903) là một con voi cái châu Á bị giết chết tại đảo Coney, New York vào tháng 1 năm 1903.
Sinh ra ở Đông Nam Á vào khoảng năm 1875, Topsy được bí mật đưa vào Hoa Kỳ ngay sau đó và được đưa vào đội ngũ vào đàn voi biểu diễn tại Rạp xiếc Prempaugh. Rạo xiếc này đã quảng cáo lừa đảo rằng Topsy là con voi đầu tiên được sinh ra ở Hoa Kỳ. Trong suốt 25 năm làm việc tại Forepaugh, Topsy nổi tiếng là một con voi "xấu tính" và sau khi giết chết một khán giả vào năm 1902, nó đã bị bán cho Công viên Sư tử Biển tại Coney Island. Khi Sea Lion được cho thuê vào cuối mùa 1902 và được phát triển lại thành Công viên Luna, Topsy đã góp phần vào một số sự cố được loan tin rộng rãi.
Theo kế hoạch cuối năm, họ sẽ treo cổ để giết Topsy tại công viên. Cảnh tượng này nằm diễn ra tại nơi công cộng và quyết định thu phí, nhưng bị Hiệp hội phòng chống hành vi tàn ác đối với động vật của Hoa Kỳ yêu cầu hủy. Vào ngày 4 tháng 1 năm 1903, trước đám đông nhỏ các phóng viên và khách mời, Topsy đã bị cho ăn thuốc độc, bị cho giật điện và bị siết cổ, cuối cùng nó chết vì điện giật. Trong số các báo chí ngày hôm đó là một đoàn làm phim của công ty Sản xuất điện ảnh Edison đã quay lại sự kiện này.
Câu chuyện về Topsy vẫn còn nhiều nghi vấn trong 70 năm tiếp theo nhưng đã trở nên nổi bật hơn trong văn hóa đại chúng, một phần là do bộ phim của sự kiện treo cổ con voi này vẫn còn tồn tại. Trong văn hóa, việc giết chết Topsy của Thompson và Dundy đã chuyển sang việc quy kết với lời tuyên bố đây là một phần của việc chống dòng điện xoay chiều thuộc Cuộc chiến Dòng điện do Thomas Edison tổ chức. Các nhà sử học chỉ ra rằng Edison chưa bao giờ đến Công viên Luna và việc điện giật chết Topsy diễn ra mười năm sau Cuộc chiến Dòng điện.